# Jan Cikker
Ján Cikker, slovaški skladatelj, * 29. julij 1911, Banská Bystrica, † 21. december 1989, Bratislava.
Cikker je glavni predstavnik slovaške sodobne klasične glasbe. Prejel je naziv Slovaški narodni umetnik, Herderjevo nagrado (1966) in Nagrado UNESCO (1979).
Glasbo je študiral v Pragi in na Dunaju. Med letoma 1939 in 1949 je poučeval na Bratislavskem glasbenem konservatoriju. Bil je tudi umetniški vodja Slovaške opere in profesor kompozicije na bratislavski Akademiji za glasbo in dramske umetnosti (VŠMÚ), kjer je bil mentor številnim slovaškim skladateljem.

## Pomembnejša dela
- cikel simfoničnih pesnitev: O živote – Leto, Vojak a matka, Ráno (1941-1946)
- opere:
  - Juro Jánošík (1950-1953)
  - Beg Bajazid (1955-1956)
  - Mister Scrooge (1958-1959; alternativno ime: Tiene – Shadows)
  - Vzkriesenie (1960; Vstajenje)
  - Hra o láske a srmti (Igra ljubezni in smrti)
  - Coriolanus
- komorne in orkesterske skladbe: Slovenská suita (1943; Slovaška suita), Spomienky (1947; Spomini), Meditácie na Schützovu tému (1964), Štúdie k činohre (1944; Vaje za gledališko igro)
- cikel pesmi: O mamičke (1940; O mamici)
- priredbe ljudskih pesmi
- gledališka in filmska glasba
- glasba za folklorne skupine